# Левоча (округ)
Округ Левоча — округ (район) Пряшівського краю в східній Словаччині з адміністративним центром в місті Левоча.

## Географія
На північному сході межує з Сабіновським округом, на сході з Пряшівським округом, на півдні з Кошицьким краєм, на заході з Попрадським округом, на північному заході з Кежмарським округом. Розташовані Левоцька височина і Левоцькі полонини.
Площа окресу становить 421,0 км², населення 31 880 осіб (2001).

## Населення
| Рік:            | 1994.  | 2004.   | 2014.   | 2024.   |
| --------------- | ------ | ------- | ------- | ------- |
| Кількість осіб: | 30 330 | 32 266  | 33 391  | 33 310  |
| Різниця:        |        | +6,38 % | +3,48 % | -0,24 % |

| Рік:            | 2023.  | 2024.   |
| --------------- | ------ | ------- |
| Кількість осіб: | 33 192 | 33 310  |
| Різниця:        |        | +0,35 % |

## Населені пункти
На території Левочського округу знаходиться 33 населених пункти, в тому числі 2 міста: Левоча та Спиське Подградє (Спиське Подградьє), села: Балдовце, Бегаровце, Біяцовце (Бияцовце), Брутовце, Буґловце (Бугловце), Длге Страже (Довгі Стражі, Довгі Сторожі), Доляни, Доманьовце, Дравце, Дубрава, Ґранч—Петровце (Гранч—Петровце), Гараковце, Яблонов, Клчов, Коритне, Куримани (Курімани), Лучка, Немешани (Нємешани), Нижні Репаші (Ніжне Репаше), Ольшавиця (Ольшавіця, Ольшавіца), Ордзовани, Павляни, Поляновце, Понґрацовце (Понграцовце), Списький Гргов, Списький Штврток, Студенець (Студєнєць, Студенец), Ториски, Уложа, Вишні Репаші (Вишне Репаше), Вишній Славков (Вишній Славків).

## Україно-русинськагромада
Невелика частина населення цього окресу є україно-русинського походження, за віросповіданням греко-католики, або православні.